# Pannotypia

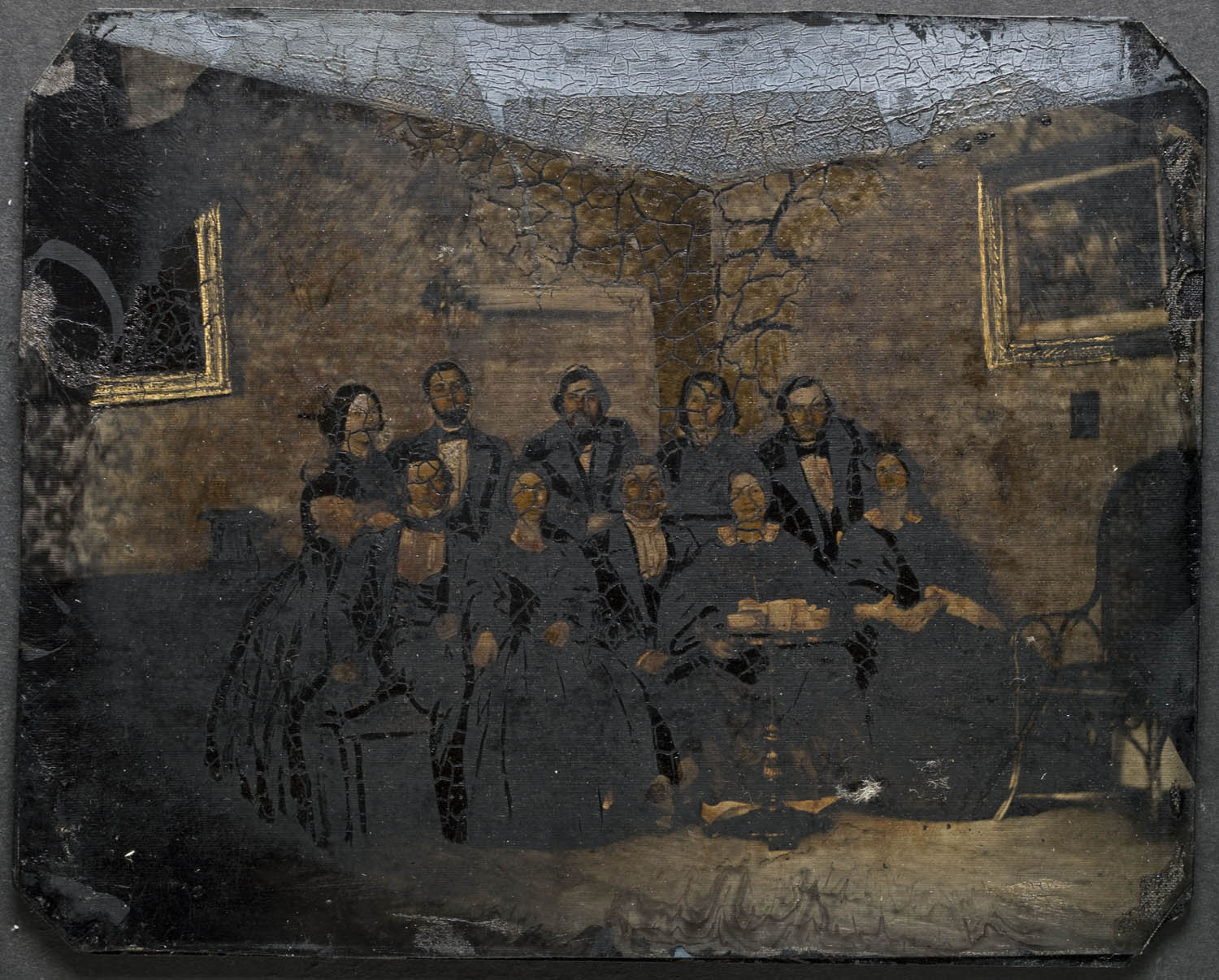
Sven Leonard Rydholm, Portret grupowy we wnętrzu. Johan Lundgren z rodziną w Göteborgu, 1859

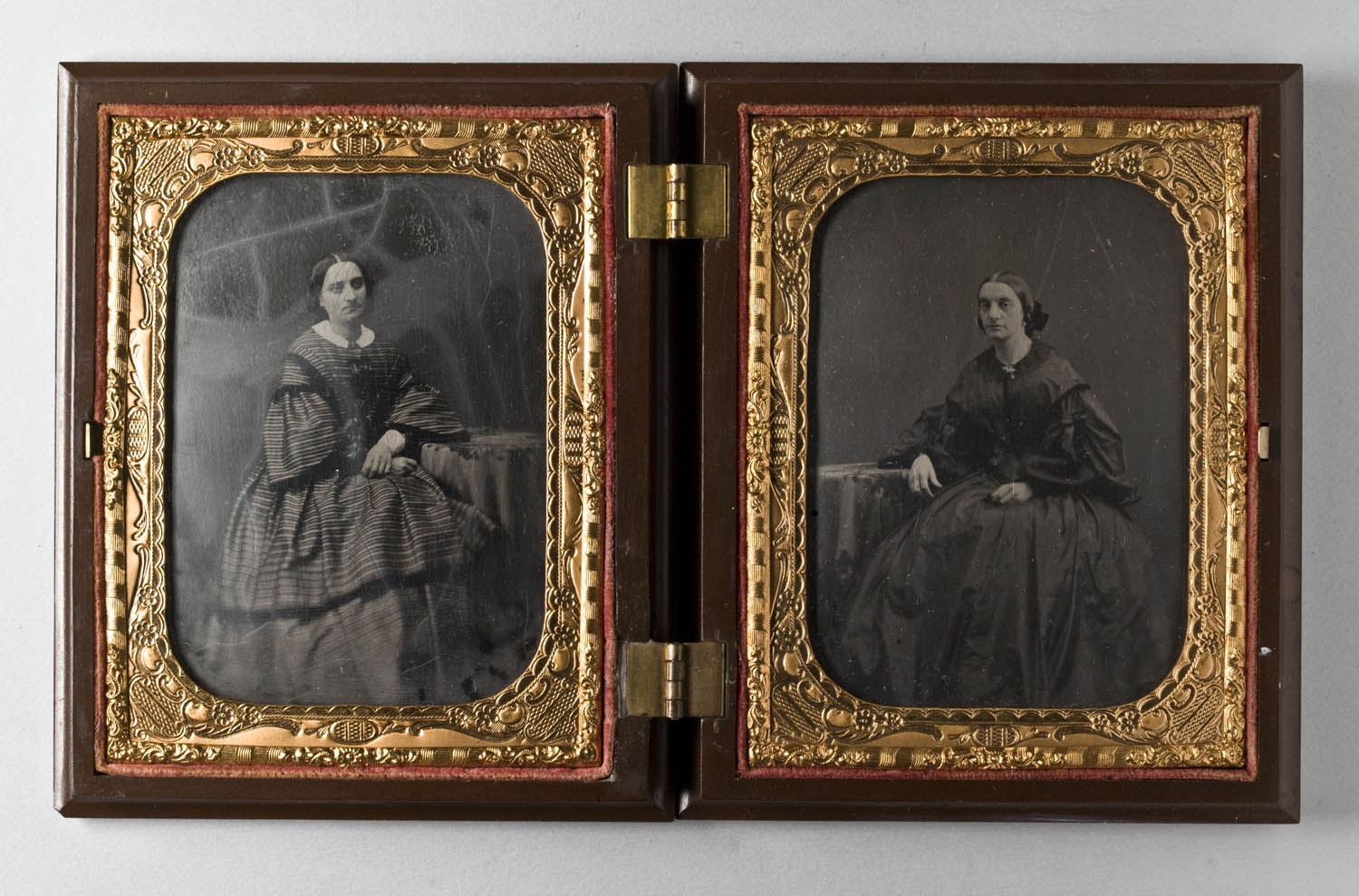
Nieznany fotograf, Portret Frederique i Idy Freese, ok. 1860-1880

Pannotypia, panotypia (z łac. pannus – „sukno”) – technika fotograficzna wynaleziona w 1852 r. przez Jean Nicolas Truchelut, stosowana do ok. 1880 r. 
Technika polega na wykonaniu na szklanej płycie negatywu metodą mokrego kolodionu, podobnie jak w ambrotypii, zmieniając jedynie proporcje składników kolodionu, tak by było go łatwiej odspoić od szklanej kliszy. Po jej naświetleniu warstwę kolodionową przenoszono na nawoskowaną, ciemną tkaninę, w wyniku czego obraz widziany był jako pozytyw. Tkaninę wcześniej poddawano kąpieli w roztworze gumy arabskiej, dzięki czemu wilgotna warstwa kolodionowa przywierała do tkaniny. Po wyschnięciu panotypy były oprawiane podobnie jak ambrotypy. 
W technice tej wykonywano niemal wyłącznie portrety. Często posługiwali się nią wędrowni fotografowie.
Zachowane do dziś panotypy zazwyczaj znajdują się w złym stanie. Często występują spękania warstwy kolodionowej, tkanina jest wrażliwa i podatna na załamania, a kontrast obrazu zanika. 